# Maciej Szuła
Maciej Szuła (ukr. Матвій Шаула, zm. 1596, Warszawa) – hetman kozacki, uczestnik powstania Nalewajki.
Wiadomo o nim niewiele. Brał udział w powstaniu Nalewajki. Wiosną 1595 zdobył Kijów, a potem pustoszył północno-wschodnie rubieże Rzeczypospolitej. W marcu 1596 został wybrany hetmanem na miejsce odsuniętego Grzegorza Łobody. Stanowiskiem nie cieszył się długo, gdyż z powodu ran odniesionych w bitwie pod Ostrym Kamieniem nie mógł sprawować funkcji i dlatego ponownie wyniesiono na nią Grzegorza Łobodę.
Maciej Szuła brał jeszcze udział w bitwie pod Sołonicą; 7 czerwca został wydany w ręce Stanisława Żółkiewskiego. Został stracony w Warszawie.